# نادي الدفاع المدني
نادي الدفاع المدني الرياضي هو فريق كرة قدم عراقي مقره الشعب، بغداد، يلعب في دوري الدرجة الأولى وكأس العراق، تأسس النادي عام 2005 من قبل وزارة الدفاع. لم يكن للنادي مقر حتى عام 2017، عندما أعادوا تأهيل أحد ملاجئ الحرب لتحويله إلى مقر للنادي.

## روابط خارجية
- ملف الدفاع المدني على موقع kooora.com